# 人体解剖学
人体解剖学（英語：anthropotomy或human anatomy）是研究正常人体形态结构的科学。广义的解剖学包括宏觀解剖學（gross anatomy，以肉眼觀察的解剖學）、组织学（微觀的以顯微鏡觀察的解剖學）、细胞学和胚胎学（加上時間軸的解剖學）。解剖学又可分为系统解剖学和局部解剖学。系统解剖学着重在人体构成的各系统分析，而局部解剖学注重在于人体部分区域的分析，因而与外科学联系紧密。
人体按现时解剖学的学说可以分为以下系统，分别是：
一
- 皮肤系统：由皮肤、毛发、指甲/趾甲、汗腺及皮脂腺所组成，覆盖体表的器官
- 神经系统：由脑、脊髓、以及与之相连并遍布全身的周围神经所组成。其可分为中枢神经系统，包括脑和脊髓；以及周围神经系统。其中不受人体主观意志控制之部分称为自主神经系统，或植物神经系统。
- 运动系统：又分為肌肉系統與骨骼系統，由骨、关节和骨骼肌组成，构成坚硬骨支架，赋予人体基本形态。骨骼支持体重、保护内脏。骨骼肌附着于骨，在神经系统支配下，以关节为支点产生运动。
  - 骨骼肌：属横纹肌，接受神经支配，随人的意志而收缩，又称随意肌。成人约有600块骨骼肌。
  - 骨：骨主要由骨组织构成，有一定形态及构造，外被骨膜，内容骨髓，含有丰富的血管、淋巴管及神经。成人有206块骨，可分颅骨、躯干骨和四肢骨。
  - 关节：骨与骨之间借纤维组织、软骨或骨相连，称为关节或骨连结。可分为纤维连结（纤维关节）、软骨和骨性连结（软骨关节）以及滑膜关节三大类，滑膜关节常简称关节。
- 呼吸系统：由鼻、咽、喉頭（合称为咽喉）、氣管、支氣管及肺组成。主要为人体气体交换之所。
- 循环系统：分為心血管系統與淋巴系統，负责体内物质运输功能。
  - 心血管系统：由心脏、血管及血液所组成。
  - 淋巴系统：由淋巴器官、各级淋巴管道和散在的淋巴组织构成，其中流动着无色透明之淋巴（液）。其主要协助静脉运送体液回归血循环，转动脂肪和其他大分子，且参与免疫过程，是人体重要的防护屏障。
- 消化系统：由口腔、咽、食管、胃、小肠、大肠、肛門、肝、胆、胰等组成。其主要为消化食物，吸收营养，排出消化吸收后的食物残渣，其中咽与口腔还参与呼吸和语言活动。
- 泌尿系统：由肾脏、输尿管、膀胱及尿道所组成，主要负责排除机体内溶于水的代谢产物。
- 生殖系统：由内生殖器与外生殖器组成。其中男性生殖系统由生殖腺/睾丸、管道（附睾、输精管、射精管）、附属腺体（精囊、前列腺、尿道球腺）、阴囊、阴茎组成，女性生殖系统由生殖腺/卵巢、输送管道（输卵管、子宫、阴道）、女阴(阴阜、大阴唇、小阴唇、阴道前庭、阴蒂、前庭球、前庭大腺组成。具有繁衍之功能。
- 内分泌系统：由身体不同部位和不同构造的内分泌腺和内分泌组织构成，其对机体的新陈代谢、生长发育和生殖活动等进行体液调节。
- 免疫系统：抵抗疾病，構成分子有白血球、抗体、T细胞等。

## 外觀
- 頭頸

人體外觀

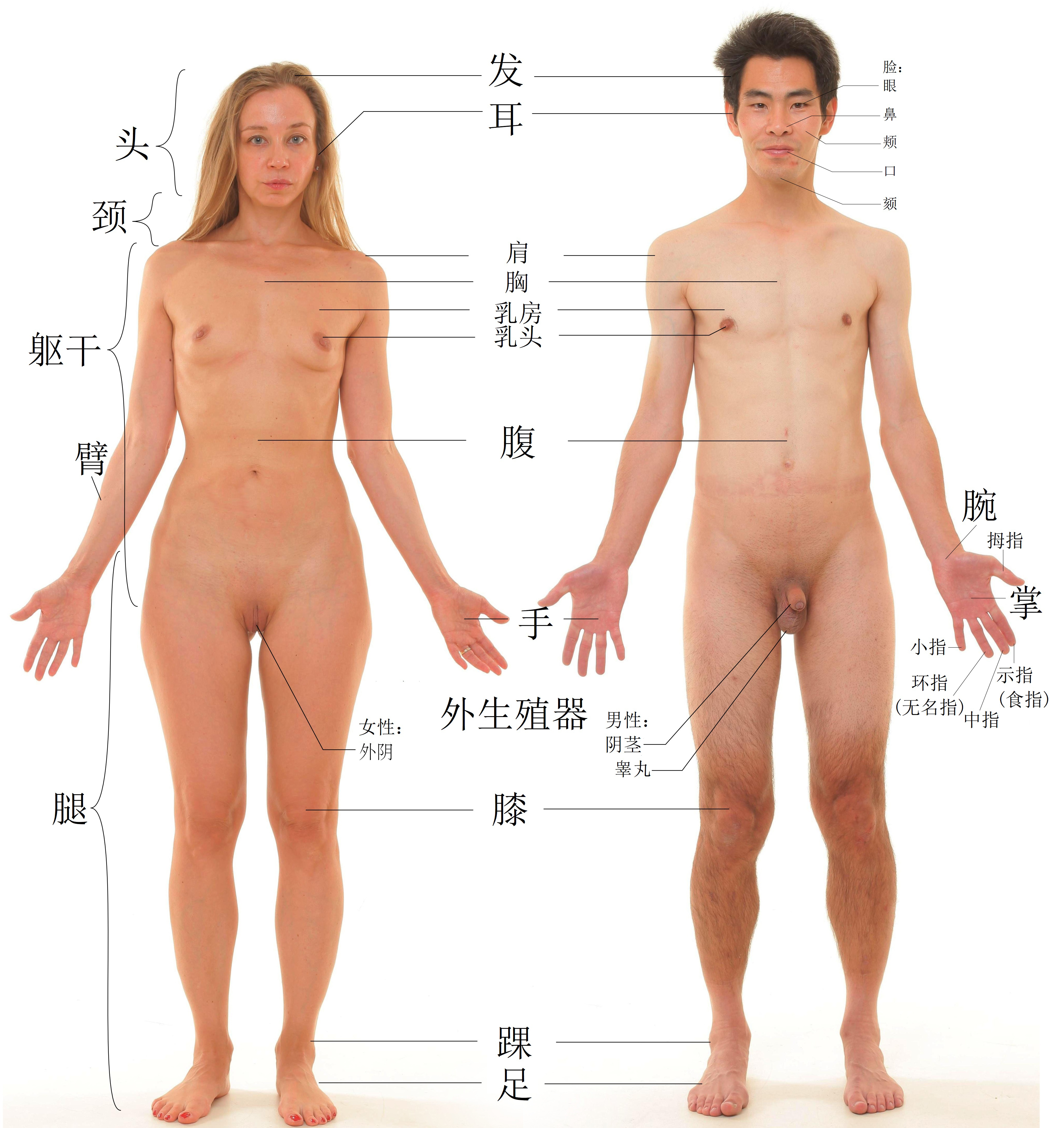
左邊為女人，右邊為男人

  - 1.頭部 - 2.臉部 - 前額 - 眼 - 耳 -  鼻 -  口 - 舌 - 齒 - 顎
  - 3.頸部 - 喉結
- 軀幹
  - 5.胸部 - 乳房
  - 7.腹部 - 6.肚臍
  - 8.鼠蹊部（腹股沟）- 9.陰莖
  - 背部
- 四肢
  - 下肢 - 10.大腿 - 11.膝蓋 - 12.小腿 - 13.腳踝 - 14.足部
  - 上肢 - 4.肩膀 - 15.上臂 - 16.肘 - 17.前臂 - 18.腕 - 19.手 - 手指